# Urnengrab (Petra)

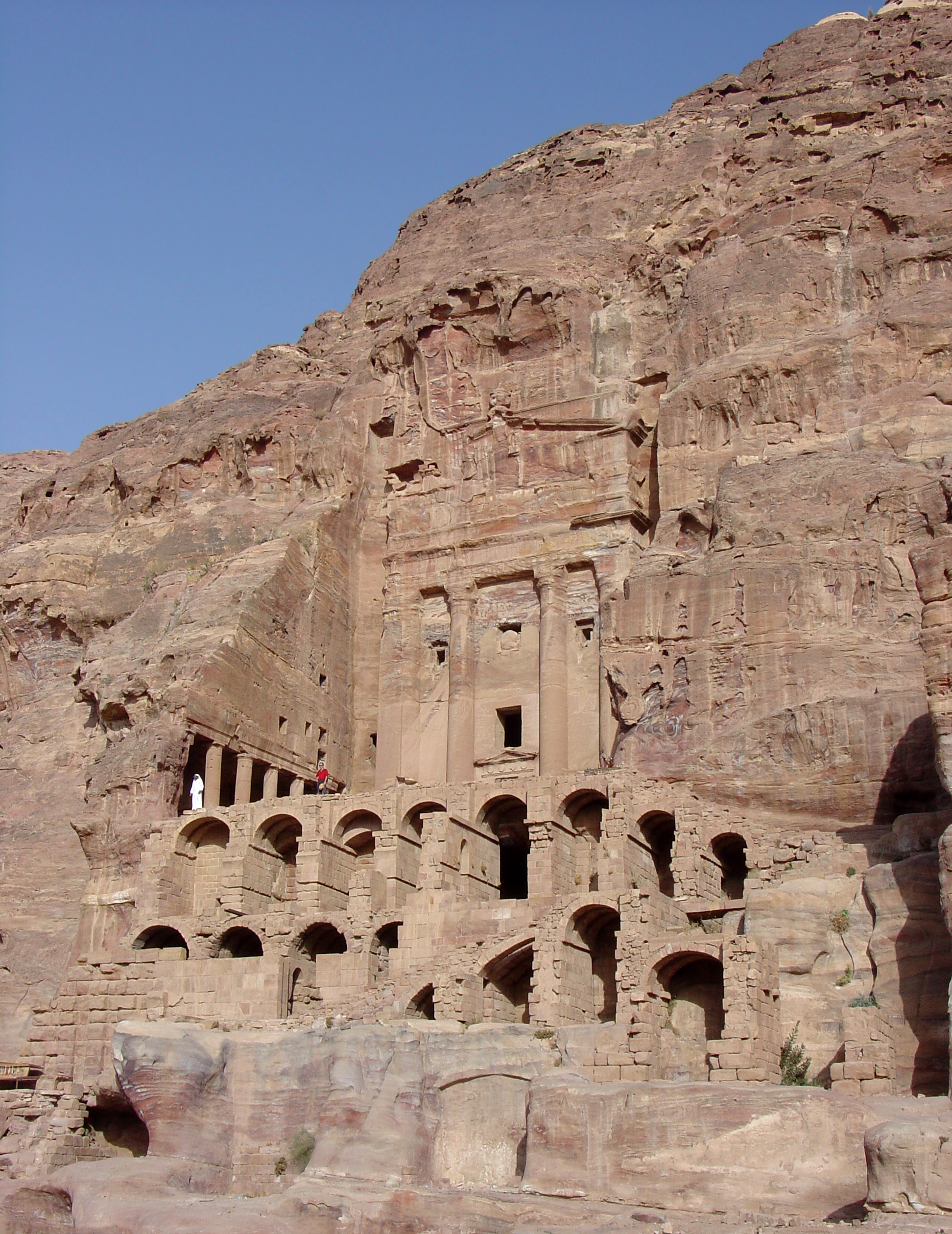
Das Urnengrab

Das Urnengrab ist eine Felsfassade der nabatäischen Stadt Petra in Jordanien. Die Fassade gehört zur sogenannten Königswand. Deren Name beruht auf der Annahme, bei diesen besonders großen und prächtigen Felsfassaden müsse es sich um die Gräber von Königen handeln. Belegt ist dies nicht – auch nicht im Fall des Urnengrabes. Der Auftraggeber ist bis heute unbekannt. Seinen Namen hat das Urnengrab von der Urne, die sich oben auf der Fassade erhebt. 

## Bauweise
Das Urnengrab ist die auffälligste Fassade in der Königswand, da sie im Gegensatz zu anderen Fassaden in Petra sehr weit zurück springt. So wird einem 21 m breiten Vorhof Raum gegeben. Auf beiden Seiten wurden niedrige Säulenreihen aus dem Fels gemeißelt. Auffällig sind auch die bogenförmigen, gewölbten Arkaden. Früher erweiterte hier eine darüberliegende Plattform den Vorhof. 
Die Fassade selbst ist mit zwei Eckpfeilern und zwei halbrunde Säulen, die den Eingang flankieren, 
wie die Vorderseite eines Tempels gestaltet. Ein kleiner Giebel erhebt sich über einem von den Säulenkapitellen gestützten Sims. Unterhalb dieses Giebels befinden sich drei kleine Grabnischen. Die mittlere Grabnische ist dabei noch teilweise von einer Verschlussplatte mit einer beschädigten Büste eines Mannes verdeckt. 
Die Urne, die dem Urnengrab seinen Namen gibt, erhebt sich noch ein Stück weiter oben auf dem abschließenden großen Giebel. 
Die in den Fels gehauene Kammer der Fassade misst 19 mal 17 Meter. Felsbänke an den Wänden lassen darauf schließen, dass der Raum früher als Triclinium für Totenmahle genutzt wurde. 447 wurde das Urnengrab in eine Kirche umgewandelt. Dabei wurden die Felsbänke zerstört und ein großes Felsfenster über der Tür geschaffen. Zugleich wurden die Seitentüren aus dem Fels gehauen.